# Palmiarnia (Schönbrunn)

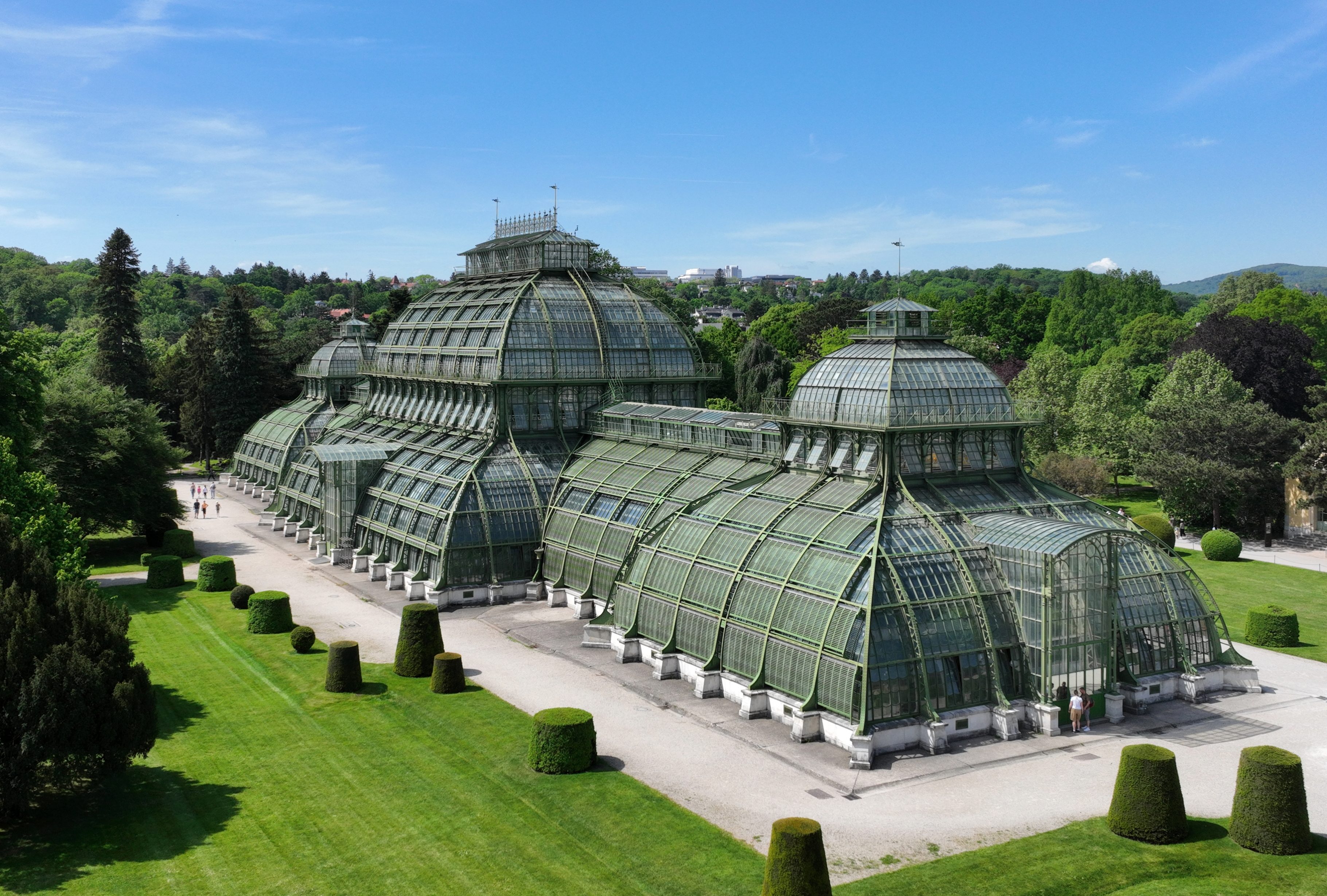
Palmiarnia w ogrodach Schönbrunn

Palmiarnia w Schönbrunn (niem. Palmenhaus) – jedna z największych palmiarni w Europie, mieszcząca się w ogrodzie francuskim przy Pałacu Schönbrunn. Została wzniesiona na życzenie cesarza Franciszka Józefa i według projektu Franza Xavera Segenschmida w 1882 r.
W Palmiarni znajduje się roślinność z pierwotnych lasów trzech kontynentów. Cały zbudowany ze stali i szklony pawilon ma 113 m długości i 28 m wysokości. Podzielony jest według rodzaju klimatu na trzy części:
- zimny (klimat okołobiegunowy) (Kalthaus)
- umiarkowany
- tropikalny (Tropenhaus)

Turystom udostępniono możliwość zwiedzania nocnego, co dodatkowo potęguje doznania estetyczne, których można doświadczyć zwiedzając za dnia. Nocą można zwiedzać Palmiarnię z poziomu galerii pod dachem, która w dzień nie jest dostępna.